# Rothmannia engleriana
Rothmannia engleriana är en måreväxtart som först beskrevs av Karl Moritz Schumann, och fick sitt nu gällande namn av Ronald William John Keay. Rothmannia engleriana ingår i släktet Rothmannia och familjen måreväxter. Inga underarter finns listade i Catalogue of Life.